# Paweł Policzkiewicz
Paweł Jerzy Policzkiewicz (ur. 2 września 1948) – polski epidemiolog i urzędnik państwowy, lekarz weterynarii, doktor nauk medycznych, w latach 1999–2001 podsekretarz stanu w Ministerstwie Zdrowia, w latach 2000–2001 Główny Inspektor Sanitarny.

## Życiorys
Bratanek Wacława Policzkiewicza (zm. 1920), pułkownika Wojska Polskiego, legionisty i peowiaka. Ukończył studia weterynaryjne, obronił doktorat nauk medycznych. Zdobył pierwszy stopień specjalizacji z higieny i epidemiologii, kształcił się podyplomowo w Szkole Zdrowia Publicznego. Przez ponad 25 lat pracował w inspekcji sanitarnej, przechodząc szczeble od młodszego asystenta do dyrektora. W 1990 założył Towarzystwo Oświatowe im. Stefana Batorego, które zajęło się reaktywacją Pierwszego Społecznego Liceum Ogólnokształcącego im. Stefana Batorego w Lublinie (początkowo mieszczącego się w jego rodzinnym domu). Działał także jako biegły sądowy i członek zarządu Polskiego Towarzystwa Zdrowia Publicznego. W latach 90. kierował Terenową Stacją Sanitarno-Epidemiologiczną w Lublinie, później prowadził ośrodek szkolący w zakresie norm sanitarnych. W 1993 bez powodzenia kandydował do Sejmu. W kadencji 1994–1998 zasiadał w radzie miejskiej Lublina, ponownie kandydował w 1998 z listy komitetu Rodzina Polska.
Od 23 listopada 1999 do 2001 pełnił funkcję podsekretarza stanu w Ministerstwie Zdrowia, od stycznia 2000 do listopada 2001 był także Głównym Inspektorem Sanitarnym. Później został zastępcą GIS, a następnie do lutego 2012 ponownie kierował lubelskim Sanepidem. Związał się z ugrupowaniem Polska Jest Najważniejsza, zasiadł w jego radzie krajowej. W 2011 wystartował z własnego komitetu (z poparciem PJN) do Senatu w okręgu nr 16 (zdobył 14 913 głosów, zajmując 4 miejsce na 6 kandydatów).